# Альман, Самуил
Сэмюэл Альман (еврейский оригинал имени: Шмил или Шмуэл Альман, англ. Samuel Alman — Сэмюэл Олман; 20 сентября 1877, Соболевка, Гайсинский уезд, Подольская губерния — 19 июля 1947, Лондон) — британский еврейский композитор, автор синагогальной литургической музыки, дирижёр.

## Биография
Самуил Нухимович Альман родился в 1877 году в Соболевке (ныне Винницкой области Украины) в хасидской семье. В детстве учился в хедере, пел в синагогальном хоре, обучался пению у кантора в Сороках. С 1895 года учился сначала в Одесской, затем в Кишинёвской консерваториях. В Одессе играл в военном оркестре. В Кишинёве попал под сильное влияние знаменитого кантора Розумного и начал сочинять литургическую музыку. После Кишинёвского погрома 1903 года покинул город. Жил в Варшаве, затем в Лондоне, где окончил Гилдхоллскую школу музыки и Королевский музыкальный колледж.
После окончания колледжа был хормейстером в различных хоровых группах и синагогах Лондона. Специально для Еврейского народного театра Файнмана (Feinman’s Yiddish People’s Theatre) на Commercial Road в лондонском Истэнде написал первую еврейскую оперу «Мэйлех Охус» (Царь Ахаз) на библейские сюжеты с собственным либретто на идише по роману Авраама Мапу «Ашмат Шомрон» (иврит: Вина Самарии). Первый сезон театра Файнмана открылся в марте 1912 года постановкой этой оперы с Альманом за дирижёрским пультом. В роли царя Ахаза и постановщика оперы выступил баритон Иосиф Виноградов (Вайнштейн, 1868—1930); в первой постановке дебютировал на оперной сцене известный британский баритон Марк Рафаэл (Mark Raphael). В последующие годы Альман осуществил в этом театре постановки классических произведений мирового оперного репертуара в собственных переводах на идиш — «Риголетто» Джузеппе Верди, «Сельская честь» Пьетро Масканьи, «Фауст» Шарля Гуно, «Севильский цирюльник» Джоаккино Россини и др.
С 1916 года Самуил Альман был хормейстером Хампстедской синагоги (Hampstead Synagogue), затем Далстонской синагоги (Dalston Synagogue) в Северном Лондоне и, наконец, Большой синагоги (Great Synagogue) на Duke’s Place. Руководил хоровым обществом им. Галеви (Halevy Choral Society) и Лондонским канторским хором.
Самуил Альман — автор литургических произведений, которые входят в канон современного канторского репертуара. Его стиль тесно связан с канторскими традициями юга России, в первую очередь канторов Нисн Спивака и Залмена Розумного (Соломон Разумный, 1866—1905), а также венского кантора Соломона Зульцера. Он также автор хоровых обработок еврейских народных песен и романсов на идише и статей о еврейской музыке. В гармонизации своих камерных произведений Альман развивал традиции импрессионистского стиля Клода Дебюсси в сочетании с мелодическими чертами традиционных песнопений восточноевропейских евреев, придающих произведениям мистическую атмосферу.
Среди его опубликованных работ — сборник литургических композиций для Субботней и будничных служб «Ширей Бейс-haКнесес» (Синагогальные песни) для кантора в сопровождении хора в двух томах (1925, 1938); «Псалом 15» (1915) для хора и органа, «Псалом 133» (1934) для хора и фортепиано; «Ми Адир» и «Шева Брахот» (1930) для кантора и органа; «Этика отцов» (1928); песни на иврите на стихи Х. Н. Бялика, Ш. Черниховского, З. Шнеура; ряд композиций для струнных инструментов, в том числе квартет-сюита «Эбраика» (Ebraica: String Quartet, Oxford University Press: Лондон—Нью-Йорк, 1932), композиций для фортепиано и органа. В 1930 году С. Альман издал сборник литургических композиций своего учителя кантора Эфроима Залмена Розумного в собственных аранжировках («Ширей Розумный» — Песни Розумного, M.L. Cailingold: Лондон, 1930, см. обложку), в 1933 году — дополнение к вышедшей в 1899 году книге Ф. Когена «Молитвенный глас и восхваление» под названием «A Handbook of Synagogue Music: Blue Book» (Учебник синагогальной музыки: голубая книга).

## Записи
- Alman. King Ahaz. B’nai B’rith Music Festival (Louis Berkman — баритон, Carole Rosen — меццо-сопрано, Helen Lawrence — сопрано, Louis Garb — тенор). Bnai Brith Recordings: Лондон, 1984.

## Публикации
- שירי ראזומני Shirei Rozumni. A volume of Recitals sung by the late Solomon Rozumni, World renowned Oberkantor of Odessa (обложка). Edited and Arranged by Samuel Alman, Musical Director of Hampstead and Bayswater Synagogues, London. Лондон: Cailingold, 1930.
- Ноты из книги «Ширей Розумный» С. Альмана